# Наполеон (роман)
«Наполеон» — историко-биографический роман Д. С. Мережковского в двух частях, изданный в 1929 году и считающийся одним из наиболее значительных произведений, созданных писателем в эмиграции. Первая часть романа характеризует масштабы и особенности личности Наполеона; вторая описывает в хронологической последовательности его судьбу как полководца и государственного деятеля.
Сохранив стилистику и структуру исторического исследования, автор, вместе с тем, развил здесь и собственные философские концепции, выявив в своём герое «последнее воплощение Бога Солнца». Идеи книги о Наполеоне исходили из концепции «Третьего Завета», проповедовавшейся Мережковским. Атлантида для него — конец первого человечества. Апокалипсис — конец «Второго Завета». Наполеон по Мережковскому одновременно воплощает в себе и то, и другое.
История Наполеона в её метафизическом аспекте интересовала Д. С. Мережковского с 1900-х годов. В 1913 году он написал очерк «Св. Елена», в котором Наполеон был изображен как сочетание аполлоновского и дионисийского начал. Впоследствии идея трансформировалась под воздействием политических факторов. Отмечалось, что философский смысл романа, его «метаисторическое значение» (по М. Цетлину) определялся обращенностью автора к современности; к тому, что переживала Россия в те годы. Книга о Наполеоне была написана Мережковским (согласно А. Николюкину) с «неизбывной думой о русской революции, о катастрофе 1917 года, после которой 'бесы революции' установили в стране красный террор».

## Статьи
- Рыков А.В. Сумерки Серебряного века. Политика и русский религиозный модернизм в романе Д.С. Мережковского "Наполеон"// Studia Culturae. 2016. Вып. 1 (27). C. 9-17.